# Костомаровский Спасский монастырь
Костома́ровский Спа́сский монасты́рь — женский монастырь Россошанской епархии Русской православной церкви, расположенный в Воронежской области, возле села Костомарово, входящего в состав Юдинского сельского поселения Подгоренского района.

## История монастыря
Согласно гипотезе, которую выдвинули в конце XIX века исследователи П. В. Никольский и В. Н. Тевяшов, монастырь возник в середине XVII столетия, а его создателями были иноки-малороссы, которые переселились в Донские степи вместе с приднепровскими казаками, бежавшими от преследований и не желавшими признать унии. Однако, имеются и другие версии.
Согласно которым, этот монастырь возможно претендует на старейшее место среди обителей России.
К середине XVII века относятся и первые достоверные свидетельства о соседнем с Костомаровским — Дивногорском мужском монастыре. Первое письменное упоминание о Костомаровских пещерах появилось в конце XVIII — начале XIX века. Предполагают, что Костомаровские пещеры в этот период были скитом Белогорского мужского монастыря. После революции 1917 года пещерные обители — как Костомаровский монастырь, так и Успенский Дивногорский и Воскресенский Белогорский монастыри, были закрыты. Но в Костомаровских пещерах тайно продолжали жить некоторые подвижники. Особой известностью пользовался блаженный старец Пётр (Еремеенко), уроженец села Белогорье. В конце 1930‑х годов блаженный Пётр был отправлен в Острогожскую тюрьму, где, по официальным данным, и скончался. Сохранились воспоминания местных жителей о использовании пещер в качестве укрытий во время Великой Отечественной войны. Около полугода — с июля 1942 по январь 1943 года окрестности монастыря были оккупированы.
В 1946 году было получено разрешение на проведение богослужений в Спасской пещерной церкви, но в 1959 году, после начала хрущёвской антирелигиозной кампании, этот храм вновь закрыт.

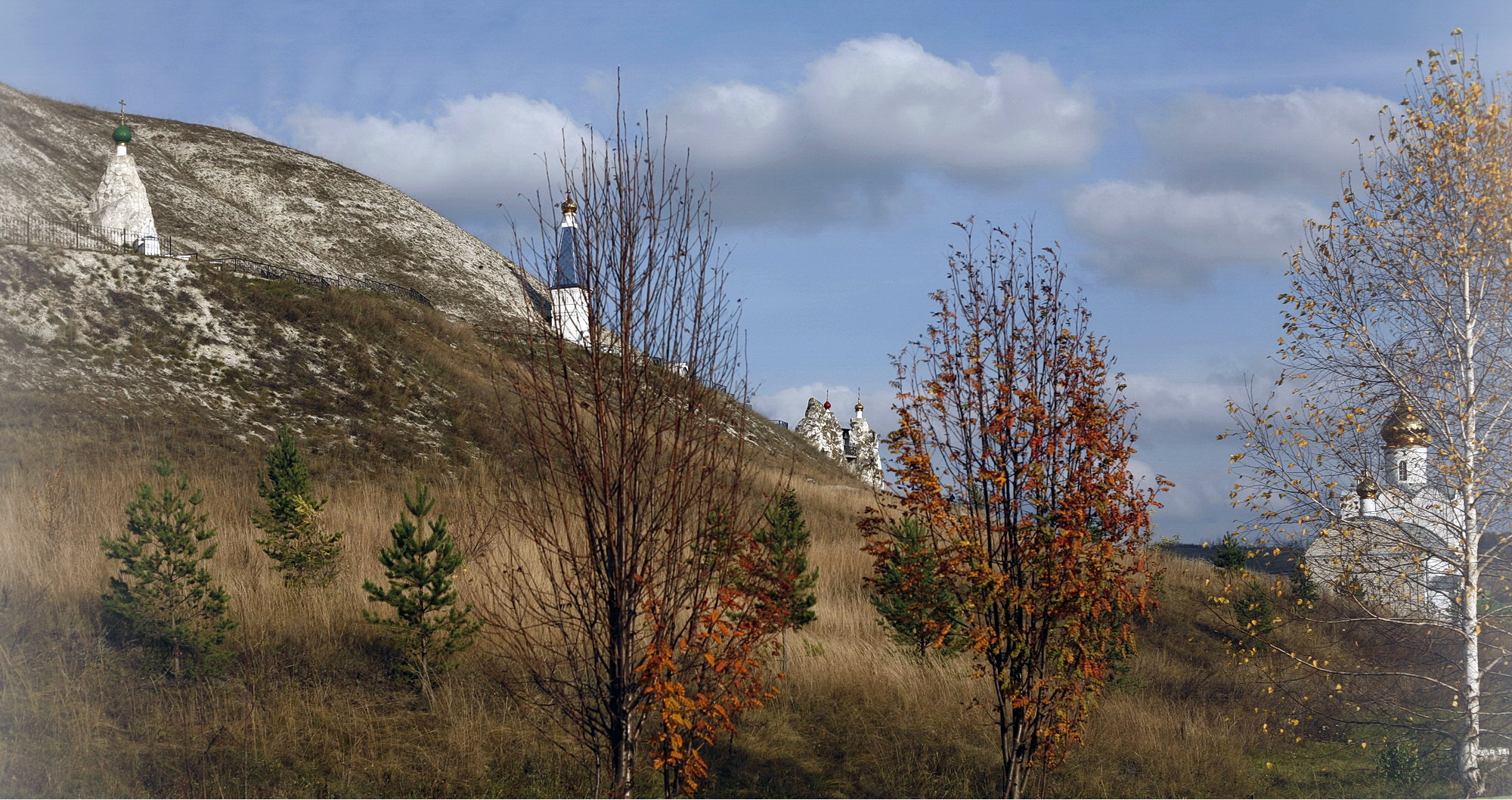
монастырь

## Современное состояние
В июне 1997 года монастырь был возвращён Русской православной церкви, возобновлён как женский. Летом службы проходят в пещерном Спасском храме, зимой — в наземном храме во имя иконы Пресвятой Богородицы «Взыскание погибших» (построен в конце XX века). Температура и влажность воздуха в пещерах постоянны круглый год. Пещерный храм открыт для посещения и зимой, а на Рождество Христово и Крещение Господне там служат. Действует часовня в память блаженного священномученика Петра (Еремеенко). Построен также сестринский корпус и трапезная. В 2012 году построен новый административный корпус напротив храма во имя иконы Пресвятой Богородицы «Взыскание погибших».
Окрестности монастыря, меловые горы, покрытые скудной растительностью, имеют некоторое сходство с пейзажами Синайской пустыни. Тут, как и во многих русских монастырях, традиционно присутствует топонимика Святой земли: гора Голгофа, гора Фавор, поток Кедрон. На Голгофе возле монастыря воздвигнут поклонный крест.
Самое древнее сооружение монастыря — Спасский храм, вход в который расположен у основания двух меловых див (скал), соединённых между собой небольшой звонницей. Главный алтарь храма освящён в честь Нерукотворного образа Спаса. Своды этого храма опираются на восемь четырёхугольных колонн, делящих основной объём на три части. Слева два небольших перехода, они ведут в придел мучениц Веры, Надежды, Любови и Софии. Этот придел получил своё оформление уже после повторного открытия монастыря. Далее ход идёт в келью затворника, усыпальницу и небольшую часовню. Старейшая нетронутая часть свода Спасской пещерной церкви, по некоторым свидетельствам и архитектурным особенностям, относится к XVIII или XIX векам.
В Спасском храме хранится чтимая икона Божией Матери «Благодатное Небо», именуемая Костомаровской. Икона размером в человеческий рост, написана на листе железа Василием Шокоревым во второй половине XIX — начале XX века. На иконе имеются следы от шести пуль, выпущенных безбожником-красноармейцем во время гонений на Церковь. С 2012 года эта икона после реставрации находится в нижнем (наземном) храме имя иконы Пресвятой Богородицы «Взыскание погибших».
На запад по склону расположен пещерный храм во имя святого Серафима Саровского, заложенный в 1903 году. Внутренне убранство этого храма создано и завершёно в конце XX века, уже после повторного возрождения обители. Ещё один храм называют «Пещерой Покаяния» (крайний западный).
Лучший путь к монастырю на машине в любое время года через Лиски (или Острогожск) на Каменку — Сончино — Юдино — Костомарово.

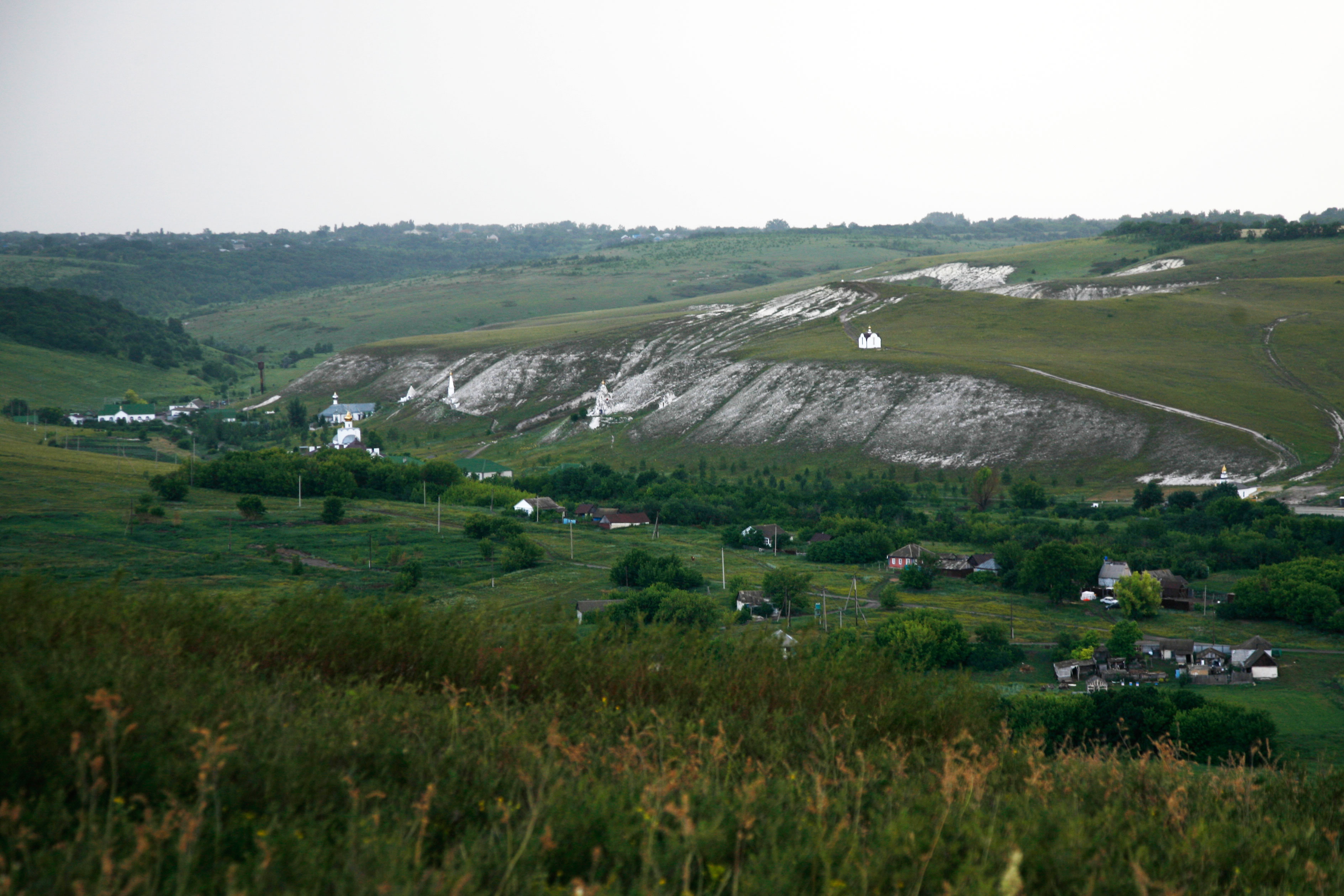